# La Fermeté
La Fermeté ist eine französische Gemeinde mit 622 Einwohnern (Stand 1. Januar 2022) im Département Nièvre in der Region Bourgogne-Franche-Comté (vor 2016 Bourgogne). Die Gemeinde gehört zum Arrondissement Nevers und zum Kanton Guérigny (bis 2015 Saint-Benin-d’Azy).

## Geografie
La Fermeté liegt etwa 15 Kilometer ostsüdöstlich von Nevers in Zentralfrankreich. Umgeben wird La Fermeté von den Nachbargemeinden Saint-Jean-aux-Amognes im Norden, Saint-Benin-d’Azy im Nordosten, Limon im Osten, Beaumont-Sardolles im Südosten, Saint-Ouen-sur-Loire im Süden, Imphy im Westen Südwesten sowie Sauvigny-les-Bois im Westen und Nordwesten.

## Bevölkerungsentwicklung
| Jahr                       | 1962 | 1968 | 1975 | 1982 | 1990 | 1999 | 2006 | 2013 |
| Einwohner                  | 597  | 530  | 458  | 538  | 563  | 518  | 622  | 691  |
| Quellen: Cassini und INSEE |      |      |      |      |      |      |      |      |

## Sehenswürdigkeiten
- Kirche Saint-Vincent aus dem 17. Jahrhundert
- Benediktinerpriorat Notre-Dame, 1144 gegründet, 1234 zerstört
- Kapelle Saint-Sulpice in Cigogne, 1793 zerstört
- Schloss Prye aus dem 17. Jahrhundert
- Schloss Cigogne aus dem 14. Jahrhundert, Umbauten aus dem 19. Jahrhundert